# Wojciech Jaruzelski
Wojciech Witold Jaruzelski ( ['vɔjtɕεx jaru'zεlski]) (Kurów, 6 juli 1923 – Warschau, 25 mei 2014) was een Pools generaal en politicus. Van 1985 tot 1989 was hij Staatsraadvoorzitter van Polen, waarna hij tot 1990 de eerste president was van de Republiek Polen.

## Achtergrond
Jaruzelski werd geboren in een lagere adellijke familie. Aan het begin van de Tweede Wereldoorlog werd hij samen met zijn vader door de Sovjets verbannen naar Siberië, alwaar zijn vader in Biejsk door ontberingen kwam te overlijden. Vanaf 1943 vocht hij als officier in het zojuist opgerichte Eerste Poolse Leger, dat deel uitmaakte van het Rode Leger, in de opmars naar Berlijn.
Na de Tweede Wereldoorlog werd hij lid van de Poolse Communistische Partij. Hij vervolgde tevens zijn militaire opleiding en werd uiteindelijk generaal. Namens de communistische partij (sinds de jaren vijftig de Poolse Verenigde Arbeiderspartij [PZPR] genaamd) werd hij directeur van de politieke afdeling van de strijdkrachten. Later was hij onderminister van Defensie. In 1956 werd Jaruzelski bevorderd tot generaal en in 1964 werd hij lid van het Centraal Comité van de PZPR. In 1968 werd Jaruzelski minister van Defensie en keurde hij de inval van de Warschaupact-troepen in Tsjecho-Slowakije goed. In 1970 kreeg hij zitting in het Politbureau van de partij. Ook werd hij minister van Binnenlandse Zaken. In die hoedanigheid was hij dat jaar verantwoordelijk voor het zeer gewelddadig optreden van de oproerpolitie tegen stakende dokwerkers in Gdańsk. Daarbij vielen tientallen doden en honderden gewonden.

## Aan de macht
In februari 1981 werd hij premier. In oktober van dat jaar volgde hij tevens partijleider Stanisław Kania op, waarmee hij een machtige positie in staat en partij combineerde.
Op 13 december 1981 werd Jaruzelski voorzitter van de militaire junta (Militaire Raad voor de Bescherming van het Vaderland) die de noodtoestand afkondigde. Dit was de eerste door communisten beheerste militaire junta in een communistisch land. Jaruzelski werd tevens eerste secretaris van de Poolse Verenigde Arbeiderspartij. De vakbond Solidarność van Lech Wałęsa werd verboden en hervormingen werden teruggedraaid. In 1984 werd de oppositionele priester Jerzy Popiełuszko door politieagenten vermoord. Ondanks deze excessen begon Jaruzelski de samenleving te liberaliseren en in 1986 verleende de junta amnestie aan politieke gevangenen. Jaruzelski wilde hervormingen binnen het systeem, maar wees op de noodzaak van de rol van de Poolse Verenigde Arbeiderspartij. In 1985 werd Jaruzelski voorzitter van de Poolse Staatsraad (= staatshoofd) en werd de staat van beleg opgeheven. Hoewel Jaruzelski zijn gezag probeerde te doen gelden, werd het duidelijk dat zijn invloed niet verder reikte dan Warschau en omstreken. In de rest van het land had de regering haar greep verloren.

## Overgang naar democratie
In de zomer van 1988 vonden er ronde-tafel-conferenties plaats tussen de regering en de oppositie (Solidarność, Wałęsa). Resultaat van deze ronde-tafel-conferenties was de legalisering van vakbonden en vanaf 1989 werd de vorming van partijen toegestaan. Jaruzelski presenteerde een nieuwe grondwet die door zowel de communistische partij als door Solidariność werd aanvaard. De communisten zouden in ieder geval recht hebben op de helft + 1 zetel in de Sejm (parlement). Bij de vrije verkiezingen van 1989 won weliswaar Solidarność en verloor de communistische PZPR gigantisch, de laatste bleef een meerderheid aan zetels bezetten. Jaruzelski werd door het parlement tot president van de Poolse Volksrepubliek gekozen en trad af als eerste secretaris van de Poolse Verenigde Arbeiderspartij. Hij zegde tevens zijn partijlidmaatschap op en was nu dus een partijloos president.
In 1989/1990 werd Polen een traditionele republiek en verkreeg een democratische grondwet. Aan nieuwe presidentsverkiezingen nam Jaruzelski geen deel en Lech Wałęsa, de voorzitter van Solidarność, werd tot president van de republiek gekozen.

## Proces
In 2008 werd in Warschau een proces geopend tegen de oud-president. Hij stond terecht wegens het geweld waarmee de Broodrellen van 1970 werden neergeslagen. In de rechtszaal kreeg hij de steun van zijn opponent en opvolger Lech Wałęsa. Deze zei dat Jaruzelski niet vrij was geweest in zijn handelen en dat in feite het communistische systeem verantwoordelijk was.

## Afbeeldingen

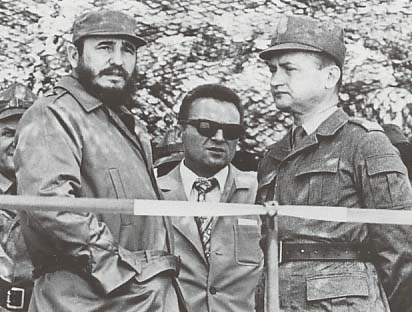
Generaal Jaruzelski ontmoet Fidel Castro (mei 1972)
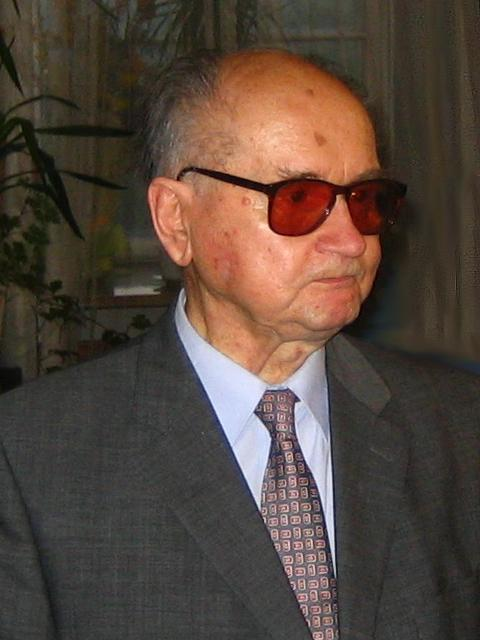
Jaruzelski in 2006